# Гиллиам, Терри
Те́рренс Вэнс (Те́рри) Ги́ллиам (англ. Terrence Vance «Terry» Gilliam, род. 22 ноября 1940, Миннеаполис, США) — британский кинорежиссёр американского происхождения, сценарист, актёр, мультипликатор, художник, участник британской комедийной группы «Монти Пайтон». В основном работает в жанре комедии абсурда, обычно на фантастические или сказочные темы. Его фильмы часто сюрреалистичны, отличаются яркими гротескными образами и представляют собой притчи с философским или сатирическим подтекстом. Фильмы Гиллиама, за редкими исключениями, не имеют больших бюджетов и редко становятся хитами проката, но при этом популярны у критиков и ценителей. Среди его наиболее известных работ — «Монти Пайтон и священный Грааль», «Бразилия», «12 обезьян», «Страх и ненависть в Лас-Вегасе».
Гиллиам родился в Америке, во взрослом возрасте переехал в Британию и с 1968 года имел двойное гражданство США и Британии. В 2006 году он отказался от американского гражданства.

## Биография

### Ранние годы
Терри Гиллиам родился 22 ноября 1940 года в городе Миннеаполисе, штат Миннесота. Его отец был продавцом компании Folgers Coffee, прежде чем стать плотником. Терри окончил Оксидентал-колледж (Occidental College) в Лос-Анджелесе с дипломом политолога, где издавал во время учёбы любительский юмористический журнал «Fang». После окончания колледжа Гиллиам работал в рекламном агентстве до того, как журнал «Kurtzman» предложил ему работу в журнале «Help!». Женился на гримёрше Мэгги Уэстон, делавшей грим для нескольких его фильмов и даже номинировавшейся на «Оскара». Две дочери, одна из них — Эми — стала продюсером картины «Воображариум доктора Парнаса».

### «Монти Пайтон»
Гиллиам начинал как художник-аниматор и в этом качестве был приглашён работать на одну из британских студий. Очень скоро он завязал тесную дружбу со сценаристом и актёром Джоном Клизом и взялся за концептуальное оформление и анимационные эпизоды в телескетчах комик-группы «Монти Пайтон» (в которую, кроме Клиза, входили также Терри Джонс, Эрик Айдл, Майкл Пейлин, Грэм Чепмен) Практически все работы «Монти Пайтона» были плодом коллективного творчества — совместно придумывались сценарные ходы, мизансцены. Художественная манера Гиллиама в равной мере формировала образ «Монти Пайтона» и формировалась им. Комедийная парадоксальная стилистика группы оказала отчётливое влияние на все последующие работы Гиллиама.
Первый выход Гиллиама на киноэкран состоялся в киноальманахе «А теперь нечто совсем другое» (1971). В 1975 году Гиллиам выступил как сорежиссёр Терри Джонса при съёмках знаменитой комедии «Монти Пайтон и Священный Грааль», а первой его «сольной» режиссёрской работой стал выдержанный в тех же «питоновских» интонациях фильм «Бармаглот» (1977). Кроме того, Гиллиам приложил руку к другим «питоновским» полнометражным фильмам — «Житие Брайана по Монти Пайтону» (1979) и «Смысл жизни по Монти Пайтону» (1983).

### «Бармаглот»
Первый самостоятельный фильм Гиллиама (1977 год) был прохладно встречен публикой и кинокритиками, хотя значительно позже заработал среди поклонников творчества режиссёра статус культового. Название фильму подарил одноимённый стих Льюиса Кэрролла, он же является именем чудовища, наводящего ужас на средневековое королевство. Деревенский бондарь Деннис (Майкл Пейлин) отправляется в большой город, чтобы разбогатеть и произвести тем самым благоприятное впечатление на отца его возлюбленной Гризельды. Попадая в нелепые ситуации (а зачастую провоцируя оные), Деннис становится оруженосцем рыцаря, посланного убить Бармаглота, и принимает самое непосредственное участие в сражении с чудовищем. Вопреки протестам Гиллиама, в США фильм вышел в прокат под названием «Бармаглот Монти Пайтона». Стилистическое сходство с предыдущей его режиссёрской работой, снятой в соавторстве с Терри Джонсом («Монти Пайтон и Священный Грааль»), усугубляло участие в картине Майкла Пейлина, Терри Джонса и Нила Иннеса (все трое также снимались в «Граале»).

### «Бандиты во времени»
Отрыв от скетчевой стилистики «Монти Пайтона» намечается у Гиллиама в фантастической сказке «Бандиты во времени» (1981) — истории мальчика, в комнату которого однажды врываются «бандиты во времени» — шесть карликов, промышляющих воровством в разные эпохи. Фильм был поставлен по сценарию Гиллиама, который написал сюжет, и Майкла Пейлина, который помогал с написанием диалогов.

### «Бразилия»
Настоящий успех пришёл к Гиллиаму после выхода сатирической антиутопии «Бразилия» (1985), которая вошла в классику мирового кинематографа.
Фильм рассказывал о мире антиутопии, пародийном аналоге вселенной романа «1984» Оруэлла. Простой клерк Сэм Лаури внезапно встречает девушку, которую постоянно видит в своих снах. Ради того, чтобы снова встретить её, он решается сменить работу, где выясняет её имя — Джил Лейтон, она постоянно отправляет жалобы в отдел информационных исправлений на ошибочный арест её соседа — Арчибальда Баттла, которого перепутали с Гарри Таттлом и осудили за саботаж из-за ошибки в компьютере. А так как отдел информационных исправлений «не может ошибаться», то сотрудники отдела пытаются скрыть ошибку, попросту убрав Джил. Единственный выход, который видит Сэм, — это удалить запись Джил из системы.
Сэму удаётся удалить записи о Джил, но теперь он сам является преступником. Его ловят и отправляют в отдел информационных исправлений.
Однако перед выпуском фильма в прокат студию Universal не устроил финальный монтаж, осуществлённый Терри Гиллиамом. От режиссёра потребовали сократить фильм до двух часов и изменить бескомпромиссную концовку на хэппи-энд. Гиллиам отказался подчиниться этим требованиям, в результате студия отправила фильм на полку, где он пролежал почти год. После появления в издании The Daily Variety открытого письма Гиллиама к президенту Universal Сиду Шейнбергу, содержащего простой вопрос «Когда вы собираетесь выпустить мой фильм в прокат?», студия почувствовала давление и пошла на существенные уступки, неизменным оставалось лишь требование изменить финал картины. В результате в Северной Америке фильм был выпущен в 1985 году на VHS и Laserdisc в 131-минутной версии. С небольшими изменениями фильм доступен в оригинальной европейской версии. Согласно комментарию режиссёра, это — «пятая и окончательная редакция»; во вступлении использован вариант с облаками из американской версии, а не чёрный экран с указанием времени и места.

### «Приключения барона Мюнхгаузена»
В 1988 году Гиллиам выпустил фильм «Приключения барона Мюнхгаузена». Фильм был снят по мотивам повествований барона Мюнхгаузена, изложенных в книгах Эриха Распе и Готфрида Августа Бюргера.
В 1990 году фильм четырежды номинировался на «Оскар»: за художественное оформление, костюмы, грим и визуальные эффекты. Однако из-за смены руководства студии, прокатная судьба картины претерпела изменения в самый последний момент и фильм прошёл в кинотеатрах незамеченным.

### «Король-рыбак»
В 1991 году Гиллиам выпустил психологическую драму-притчу «Король-рыбак». В фильме снялись Джефф Бриджес, Робин Уильямс, Мерседес Рул и Аманда Пламмер. Сюжет фильма представляет собой историю радиоведущего Джека, который в одном из прямых эфиров даёт циничный комментарий фанату, который тот понимает буквально: берёт ружьё и отправляется в кафе для яппи, убивает семерых и кончает жизнь самоубийством. В результате карьера Джека рушится. Но однажды Джеку спасает жизнь сумасшедший бродяга Пэрри, чья жизнь роковым образом изменилась в тот же день. Джека гложет чувство вины перед Пэрри, он решает помочь ему. Однако Пэрри живёт в вымышленной реальности, он общается с волшебным народцем и страстно желает найти Священный Грааль.

### «12 обезьян»
Следующий фантастический фильм Гиллиама «12 обезьян» (1995), снятый по мотивам короткометражного фильма Криса Маркера «Взлётная полоса», приобрёл статус культового и сопровождался коммерческим успехом.

### Slava’s Diabolo
В 1996 году Терри Гиллиам стал режиссёром сценического шоу «Slava’s Diabolo» клоуна Вячеслава Полунина. Это шоу объединило полунинский стиль с характерными для него невербальной экспрессией и взаимодействием с аудиторией с богатыми визуальными и сюрреалистическими образами Гиллиама. Премьера шоу состоялась в театре «Гешер» (Яффа, Израиль).

### «Страх и ненависть в Лас-Вегасе»
Фильм «Страх и ненависть в Лас-Вегасе», поставленный по роману «Страх и отвращение в Лас-Вегасе. Дикое путешествие в сердце американской мечты» Хантера Томпсона, был выпущен 22 мая 1998 года и собрал в прокате в США всего 10,5 миллиона долларов при бюджете 18,5 миллиона. Однако позже фильм приобрел статус культового.
Оба ведущих актёра были выбраны первым режиссёром фильма, Алексом Коксом, который написал и первый сценарий вместе с Тодом Девиесом. Когда режиссёром проекта стал Гиллиам, он отказался от сценария Кокса/Девиеса. Томпсону также не понравился этот вариант, и он не одобрил подход Кокса к фильму. Гиллиам после этого написал новый сценарий в соавторстве с Тони Грисони. Когда подошло время выхода фильма, Гиллиам узнал, что «Американская гильдия сценаристов» не разрешает убрать имена Кокса и Девиеса из титров, несмотря на то, что ни одной строчки из их сценария не было использовано в фильме. Разозлившись из-за этого, Гиллиам покинул Гильдию и на некоторых ранних премьерных копиях фильма сделал короткое вступление, где анонимный диктор убеждает аудиторию в том, что в создании фильма не принимал участия ни один сценарист, несмотря на то, что они упоминаются в титрах.

### Нереализованные проекты
Затем несколько кинопроектов Гиллиама подряд срываются на разных этапах. Сказочно-фантастический «Дефективный детектив» (The Defective Detective) не двинулся дальше сценарного черновика; съёмки философской притчи «Человек, который убил Дон Кихота» (The Man Who Killed Don Quixote) с Джонни Деппом и Жаном Рошфором были прекращены из-за открывшейся межпозвоночной грыжи у Рошфора, а также наводнения, повредившего съёмочную площадку; ещё до начала съёмочного периода Гиллиам из-за разногласий со студией отказался от работы над фильмом «Добрые предзнаменования» (Good Omens) по одноимённому роману Терри Пратчетта и Нила Геймана.

### «Братья Гримм»
Этот фэнтези-фильм студии Dimension Films стал самым дорогим проектом Терри Гиллиама, но провалился в прокате и был разгромлен критиками, ожидавшими более традиционное, сюжетно-ориентированное фэнтези.
Действие фильма происходит в начале XIX века в Германии, оккупированной войсками наполеоновской Франции. Братья Уилл (Мэтт Деймон) и Джейк Гримм (Хит Леджер) — мелкие жулики, которые зарабатывают на жизнь изгнанием «нечисти» (при этом роль «нечисти» играют их помощники). Однако однажды они попадают в руки к французскому генералу Делатомбу (Джонатан Прайс), который заставляет их заняться разоблачением куда более масштабного мошеннического «волшебства»: в одной деревне кто-то похищает девочек, обставляя похищения как проявления магии. Чтобы братья не сбежали, он отправляет с ними своего подручного — пыточных дел мастера Кавальди (Петер Стормаре).
Прибыв в деревню, братья Гримм вскоре выясняют, что все исчезновения детей связаны с «заколдованным лесом». Они пытаются с помощью охотницы Ангелики (Лена Хеди) найти в лесу знакомые им по прежним фокусам механизмы, но постепенно убеждаются, что там на самом деле творятся невероятные дела — ходят деревья, бродит волк-оборотень, а посреди леса стоит древняя башня, в которой живёт Зеркальная Королева (Моника Белуччи), которая с помощью магии уже обрела вечную жизнь, а теперь пытается с помощью крови похищенных девочек получить и вечную молодость.

### «Страна приливов»
В сентябре 2005 года на фестивале в Торонто состоялась мировая премьера ещё одного фильма Гиллиама «Страна приливов» по мотивам одноимённого романа Митча Каллина. Эта картина является на сегодняшний день самой радикальной работой режиссёра. Содержащиеся в ней сцены с некро- и педофильским подтекстом вызвали возмущение большинства критиков, однако это не помешало «Стране приливов» получить приз ФИПРЕССИ на международном кинофестивале в Сан-Себастьяне. В большинстве стран фильм был выпущен сразу на DVD или прошёл малым экраном.

### «Воображариум доктора Парнаса»
В феврале 2007 года появились сообщения о том, что Гиллиам готовится к съёмкам фильма по собственному сценарию, написанному с постоянным соавтором Чарлзом Маккеуном. Съёмки фильма под рабочим названием «Воображариум доктора Парнаса» начались в декабре. В феврале 2008 года Гиллиам собирался продолжить съёмки, однако их пришлось отложить в связи с гибелью исполнителя главной роли, актёра Хита Леджера. В середине февраля появились сообщения, что роль Леджера в знак уважения к его памяти согласились сыграть сразу три известных актёра — Джонни Депп, Джуд Лоу и Колин Фаррелл. Действие фильма разворачивается в нескольких реальностях, в которых персонаж Леджера может иметь разные физические воплощения. Леджер успел сделать всю часть роли, относящуюся к современному Лондону, остальные актёры сыграли воплощения его персонажа в воображаемых мирах.

### «Теорема Зеро»
В начале сентября 2013 года в рамках основного конкурса 70-го Венецианского кинофестиваля состоялась премьера очередного фильма Гиллиама — фантастической «Теоремы Зеро», снятой по сценарию Пэта Рашина. Кристоф Вальц снялся в роли компьютерного гения, который ожидает звонка от Бога и работает над доказательством сложнейшей теоремы. Фильм был достаточно прохладно принят критиками и зрителями.

### «Человек, который убил Дон Кихота»
Притча-трагикомедия о безумном актёре, который возомнил себя героем романа «Дон Кихот». Картина признана общественностью одним из самых печально известных примеров производственного ада, потому что Терри Гиллиам безуспешно пытался создать фильм в течение 29 лет.
В 2002 году Кит Фултон и Луис Пепе выпустили документальный фильм «Затерянные в Ла-Манче» о попытках Терри Гиллиама снять фильм о Дон Кихоте.
Мировая премьера картины состоялась 18 мая 2018 года на 71-м Каннском международном кинофестивале, в качестве фильма-закрытия.

### «Карнавал в конце времён»
В декабре 2023 года в интервью изданию Variety режиссёр рассказал о своём следующем фильме под названием «Карнавал в конце времён». Джонни Депп исполнит в нём роль сатаны. Гиллиам коротко описал сюжет следующим образом: «Бог уничтожает человечество, и единственный персонаж, который хочет его спасти, — это сатана, и Джонни Депп играет сатану». Сценарий написан Гиллиамом в соавторстве с Кристофером Бреттом Бейли.

### Нереализованный проект
Терри Гиллиам получил предложение снимать фильм «Кто подставил кролика Роджера» (1988), но отказался, посчитав картину чересчур сложной технически. Позже Гиллиам горько раскаивался в своём решении.
В итоге режиссёром стал Роберт Земекис, а сам фильм получил премию «Оскар» в том числе за лучшие визуальные эффекты.

## Фильмография
- 1968 — Storytime (короткометражный)
- 1975 — Miracle of Flight (короткометражный)
- 1975 — Монти Пайтон и Священный Грааль (совместно с Терри Джонсом) / Monty Python and the Holy Grail
- 1977 — Бармаглот / Jabberwocky
- 1981 — Бандиты во времени / Time Bandits
- 1983 — Смысл жизни по Монти Пайтону (эпизод «Страховая компания „Кримсон Перманент“») / Monty Python’s The Meaning of Life (segment The Crimson Permanent Assurance)
- 1985 — Бразилия / Brazil
- 1988 — Приключения барона Мюнхгаузена / The Adventures of Baron Munchausen
- 1991 — Король-рыбак / The Fisher King
- 1995 — 12 обезьян / Twelve Monkeys
- 1998 — Страх и ненависть в Лас-Вегасе / Fear and Loathing in Las Vegas
- 2005 — Братья Гримм / The Brothers Grimm
- 2005 — Страна приливов / Tideland
- 2009 — Воображариум доктора Парнаса / The Imaginarium of Doctor Parnassus
- 2010 — The Legend of Hallowdega (короткометражный)
- 2011 — The Wholly Family (короткометражный)
- 2013 — Теорема Зеро / The Zero Theorem
- 2018 — Человек, который убил Дон Кихота / The Man Who Killed Don Quixote

## Гражданство
Гиллиам получил британское гражданство в 1968 году и 38 лет имел двойное гражданство. От гражданства США он отказался в 2006 году, назвав среди причин несогласие с политикой Джорджа Буша-мл., а также высокое налоговое бремя, которое ляжет на его семью: после его смерти дети смогут получить наследство, лишь заплатив налоги, равные цене его британского дома. Как результат, он имеет право находиться в США не более чем 30 дней в году; это меньше, чем разрешено обычному подданному Великобритании. В то же время Гиллиам признавал в интервью, что Американское прошлое произвело на него огромное впечатление и его творчество во многом о его отношениях с этой страной. «Мои фильмы это послания в бутылке для Америки», — отмечал режиссер.

## Награды
В ноябре 2013 года произведён в офицеры ордена Искусств и литературы от Французского правительства.